# Théorie des collisions
La théorie des collisions est une théorie qui explique qualitativement comment se produisent les réactions chimiques élémentaires en phase gazeuse et qui rend compte de la dépendance de leur vitesse avec la concentration. Elle suppose que pour qu'une réaction se produise, les molécules des réactifs doivent entrer en collision. Seule une fraction des collisions se traduisent par la transformation effective des réactifs en produits (on les appelle collisions efficaces). Cela est dû au fait que seule une partie des molécules ont une énergie suffisante, dite énergie d'activation, et la bonne orientation au moment de l'impact pour rompre les liaisons existantes et en former de nouvelles. La théorie des collisions est ainsi très intimement liée à la théorie cinétique des gaz et constitue un des fondements théoriques de la cinétique chimique.
La théorie des collisions à elle seule ne donne pas une interprétation claire de l'énergie d'activation, pas plus qu'un moyen de la calculer en théorie. En revanche, en dépit de sa simplicité, elle fournit une base pour définir un comportement cinétique « typique » des molécules, permettant ainsi de caractériser des cas plus particuliers.

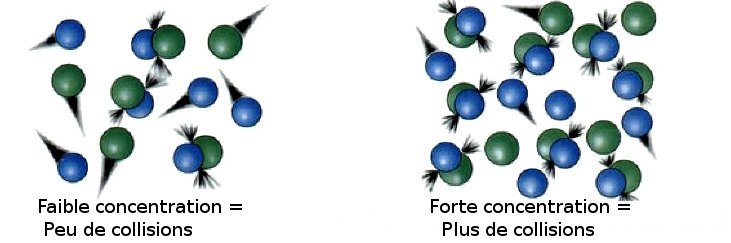
En phase gazeuse, la vitesse d'une réaction élémentaire bimoléculaire est proportionnelle au produit des concentrations des réactifs, un phénomène expliqué par la théorie des collisions.

## Coefficient de vitesse
Le coefficient de vitesse d'une réaction bimoléculaire en phase gazeuse est donné selon la théorie par :
{\displaystyle k(T)=Z\rho \exp \left({\frac {-E^{\ddagger }}{RT}}\right)}
- Z, fréquence de collision[3] ;
- {\displaystyle \rho }, facteur stérique[4] (lié à l'Effet stérique);
- {\displaystyle E^{\ddagger }}, énergie d'activation du complexe activé selon Eyring ;
- T, température ;
- R, constante universelle des gaz parfaits.

Et la fréquence de collision est donnée par :
{\displaystyle Z=N_{A}\sigma _{AB}{\sqrt {\frac {8k_{B}T}{\pi \mu _{AB}}}}}
- NA, nombre d'Avogadro ;
- σAB, section efficace de la réaction ;
- kB, constante de Boltzmann ;
- μAB, masse réduite des réactifs.

## Survol qualitatif de la théorie
Fondamentalement, la théorie des collisions est fondée sur la théorie cinétique des gaz et ne peut donc être appliquée strictement qu'aux gaz parfaits. Son extension à d'autres états de la matière (liquides, solutions) présuppose d'autres approximations. Qualitativement, la théorie considère les molécules des réactifs comme rigides, neutres et sphériques. La base de la théorie est que, pour pouvoir réagir, les molécules de réactifs doivent entrer en collision, d'où son nom. De plus, elle postule que la majorité des collisions ne conduisent pas à une réaction ; pour que la transformation soit effective, il faut que les deux espèces qui entrent en collision aient :
- une énergie cinétique supérieure à une certaine énergie, appelée l'énergie d'activation, notée {\displaystyle E^{\ddagger }} ;
- une orientation spatiale convenable (le facteur stérique) l'une par rapport à l'autre.

Ces collisions qui mènent à une réaction sont nommées collisions efficaces. La vitesse de réaction est donc proportionnelle au nombre de collisions efficaces par unité de temps.
La théorie des collisions permet de comprendre l'influence de deux facteurs significatifs qui déterminent la vitesse des réactions en phase gazeuse :
- la concentration : la fréquence des collisions est proportionnelle au produit des concentrations des réactifs ;
- la température : elle a deux effets sur la vitesse. D'une part, une augmentation de la température augmente la vitesse moyenne des molécules donc le nombre de collisions, et d'autre part, l'énergie cinétique moyenne des molécules suit la statistique de Maxwell-Boltzmann. La proportion de molécules ayant une énergie supérieure à l'énergie d'activation augmente donc avec la température.

Par contre, la théorie ne permet pas d'estimer directement la valeur du facteur stérique puisqu'elle considère les molécules comme sphériques.

## Aspect quantitatif de la théorie
La théorie des collisions ne peut être appliquée quantitativement qu'aux réactions bimoléculaires en phase gazeuse, du type :
Les molécules sont considérées comme des sphères rigides. Une molécule du réactif A et une molécule du réactif B entreront en collision lorsque la distance entre leurs centres devient inférieure à la somme de leurs rayons respectifs. La surface autour d'une molécule de A dans laquelle il peut se produire une collision avec une molécule de B approchante est appelée la section efficace (σAB) de la réaction. Elle est, en principe, la surface correspondant au cercle dont le rayon (rAB) est la somme des rayons des deux molécules réactives.
L'hypothèse de sphéricité de la molécule permet de dire qu'une molécule en mouvement couvrira un volume de {\displaystyle \pi r_{AB}^{2}c_{A}} par seconde, où {\displaystyle c_{A}} est la vitesse moyenne de la molécule.
La théorie cinétique des gaz conduit à l'expression de la vitesse moyenne d'une molécule : {\displaystyle v_{A}={\sqrt {\frac {8k_{B}T}{\pi m_{A}}}}}, où {\displaystyle k_{B}} est la constante de Boltzmann et {\displaystyle m_{A}} la masse de la molécule et {\displaystyle T} la température.
La solution du problème à deux corps nous dit que deux corps différents en mouvement peuvent être assimilés à un seul corps possédant la masse réduite de ces deux corps et se déplaçant à la vitesse du centre de masse. Ainsi, dans l'expression précédente on doit utiliser la masse réduite {\displaystyle \mu _{AB}} au lieu de {\displaystyle m_{A}}.
Donc, la fréquence de collision de toutes les molécules de A avec toutes les molécules de B, est donnée par :
{\displaystyle N_{A}\sigma _{AB}{\sqrt {\frac {8k_{B}T}{\pi \mu _{AB}}}}[A][B]=N_{A}r_{AB}^{2}{\sqrt {\frac {8\pi k_{B}T}{\mu _{AB}}}}[A][B]=Z[A][B]}
où {\displaystyle N_{A}} est le nombre d'Avogadro, {\displaystyle [A]} et {\displaystyle [B]} sont respectivement les concentrations des réactifs A et B.
De la statistique de Maxwell-Boltzmann il peut être déduit que la fraction des collisions ayant une énergie supérieure à l'énergie d'activation est {\displaystyle \exp \left({\frac {-E^{\ddagger }}{k_{B}T}}\right)}. Il s'ensuit que vitesse d'une réaction bimoléculaire pour un gaz parfait sera :
{\displaystyle r=Z\rho [A][B]\exp \left({\frac {-E^{\ddagger }}{RT}}\right)}
que l'on réécrit :
{\displaystyle r=Z\rho \exp \left({\frac {-E^{\ddagger }}{RT}}\right)[A][B]}
où :
- {\displaystyle Z=N_{A}r_{AB}^{2}{\sqrt {\frac {8\pi k_{B}T}{\mu _{AB}}}}} (voir ci-dessus) ;
- {\displaystyle \rho }, facteur stérique, dont il sera question dans la section suivante ;
- {\displaystyle E^{\ddagger }}, énergie d'activation de la réaction ;
- T, température ;
- R, constante des gaz parfaits.

Le produit {\displaystyle Z\rho } est équivalent au facteur pré-exponentiel de la loi d'Arrhenius.

## Validité de la théorie et facteur stérique
Lorsqu'une théorie est formulée, sa validité doit être vérifiée. C'est-à-dire qu'il faut comparer ses prédictions avec les résultats observés expérimentalement. On peut identifier le produit {\displaystyle Z\rho } au coefficient de vitesse {\displaystyle k(T)} d'une loi de vitesse du second ordre ({\displaystyle v=k(T)[A][B]}). Selon la théorie des collisions on a donc :
{\displaystyle k(T)=N_{A}\sigma _{AB}{\sqrt {\frac {8k_{B}T}{\pi m_{A}}}}\exp \left({\frac {-E^{\ddagger }}{RT}}\right)}
Cette expression est similaire à la loi d'Arrhenius {\displaystyle k(T)=A\exp \left({\frac {-E^{\ddagger }}{RT}}\right)} et donne la première interprétation théorique de l'équation d'Arrhenius d'un point de vue moléculaire. La dépendance du facteur pré-exponentiel {\displaystyle A} avec la température est si faible comparée à celle du facteur exponentiel qu'il ne peut être mis en évidence expérimentalement. C'est-à-dire qu'« on ne peut pas établir expérimentalement, par le biais d'études sur les températures ou sur les coefficients de vitesse, la dépendance T½ du facteur pré-exponentiel».
Si l'on compare les valeurs des coefficients de vitesse calculés par la théorie des collisions avec les valeurs des coefficients de vitesse obtenus expérimentalement, on constate que la théorie échoue à les estimer correctement, et qu'elle échoue d'autant plus que les molécules sont complexes. D'une part, les valeurs obtenues pour une réaction donnée sont beaucoup trop élevées (parfois d'un facteur de plusieurs puissances de 10), d'autre part, les valeurs obtenues pour différentes réactions sont trop proches les unes des autres. En effet, les ordres de grandeurs des vitesses de réactions varient dans des proportions énormes (de 1 à 105), alors que la taille et la masse des molécules ne varient que de 1 à 102).
La raison à ceci est que les particules sont supposées sphériques et capables de réagir quelle que soit leur orientation l'une par rapport à l'autre (en fait pour une sphère toutes les directions sont équivalentes). Cela n'est pas vrai, car l'orientation des molécules les unes par rapport aux autres n'est pas toujours la bonne. Par exemple, dans le cas de la réaction d'hydrogénation de l'éthylène, la molécule de dihydrogène H2 doit approcher la zone de liaison entre les atomes d'éthylène, et seulement une faible proportion de toutes les collisions qui se produisent sont effectivement dans ce cas.
Un nouveau concept doit ainsi être introduit, celui de facteur stérique, {\displaystyle \rho }. Il est défini comme le rapport entre la valeur expérimentale et la valeur prédite (ou le rapport entre le facteur pré-exponentiel et la fréquence de collision), et vaut la plupart du temps moins que 1 :
{\displaystyle \rho ={\frac {A_{observe}}{Z_{calcule}}}}
Ce facteur est parfois appelé facteur de probabilité ou facteur d'Hinshelwood du nom du physico-chimiste anglais Sir Cyril Norman Hinshelwood qui l'a introduit en 1935.
Généralement, plus les molécules réactives sont complexes, plus le facteur stérique est faible. Néanmoins, certaines réactions montrent des facteurs stériques valant plus de l'unité, comme les réactions Harpon, qui impliquent des échanges d'électrons et qui produisent des ions. La déviation par rapport à l'unité du facteur stérique peut avoir différentes causes : les molécules ne sont pas sphériques, donc il existe différentes géométries envisageables ; seulement une partie de l'énergie cinétique des molécules est fournie au bon endroit; la présence de solvant peut être un problème dans le cas des solutions…
Malheureusement, le facteur stérique, de par sa définition, ne peut être calculé théoriquement. L'intérêt pratique d'un point de vue expérimental de la théorie des collisions est ainsi grandement diminué.
La théorie des collisions peut être appliquée aux réactions en solution ; dans ce cas, l'effet de cage a une incidence sur les molécules réactives et plusieurs collisions peuvent se produire au cours d'un seul choc, ce qui amène le facteur pré-exponentiel à avoir une valeur plus importante que prévu. Les valeurs ρ plus grandes que l'unité peuvent être attribuées à des contributions entropiques favorables.